# Бесстрашные драконы
«Бесстрашные драконы», также известный как «Двое в пути» — гонконгский фильм с боевыми искусствами режиссёра Лэй Чхиу.

## Сюжет
В ранние годы Китайской Республики мэр города Че Хун собирает огромную сумму средств для жертв бедствий Гуандуна совместно с мастером боевых искусств Воном и его учениками, ответственными за перевозку собранных средств на север. Тем не менее, в пути груз отбирают разбойники. Мошенник Тхинь по прозвищу Раскат Грома видит сообщение о розыске и сообщает об этом в ямэнь капитана полиции Юна и Вону, чтобы те арестовали разыскиваемого преступника Лика по прозвищу Конь. Тем не менее, Лику удаётся сбежать, из-за чего Тхинь не получает вознаграждение. Тхинь и Лик оба становятся разыскиваемыми, а потом пойманными и посаженными за решётку. Там оба заключённых разрабатывают план побега, а после становятся друзьями. Вскоре беглецы узнают о том, что их подозревают в похищении средств — это заставляет их самим разобраться в этом деле. С тех пор в городке происходит ряд странных событий: рабочего семьи Че, когда о его состоянии становится известно, и капитана Юна убивает один и тот же человек. Несмотря на риск для жизни, Раскат Грома и Конь продолжают своё расследование. Вскоре оба они узнают, кто же присвоил себе денежные средства и решают разобраться с тем, кто их подставил.

## В ролях
- Лён Каянь — Раскат Грома Тхинь
- Филлип Ко — Конь Лик
- Джонни Ван[англ.] — Че Хун
- Лён Калай — учитель Вон
- Сиу Кам — Золотые Зубы
- Цзян Дао
- Чан Чиую
- Эдди Сун
- Чань Лау
- Лау Сёйи
- Сай Куапхау[англ.] — Соу

## Кассовые сборы
В период кинотеатрального проката в Гонконге с 6 по 12 ноября 1980 года картина заработала 912 068,50 HK$.

## Критика
Кинокритик Борис Хохлов видит интерес к картине в том, что Филлип Ко играет здесь главную и комическую роль, но во всём остальном фильм, по его мнению, «банален и непримечателен». Эндрю Сароч даёт такое заключение фильму: 
Комедия кунг-фу имеет несколько триумфов, многие из которых — провальное развлечение и довольно много, которые являются жалкими. «Двое в пути» — ещё одно хорошее, но не выдающееся дополнение к переполненному поприщу.